# 辽宁路街道
辽宁路街道是中国山东省青岛市市北区下辖的一个街道。

## 行政区划
辽宁路街道下辖科技街社区、铁山路社区、大连路社区、贮水山社区、小鲍岛社区、无棣路社区。